# Ring of Brodgar

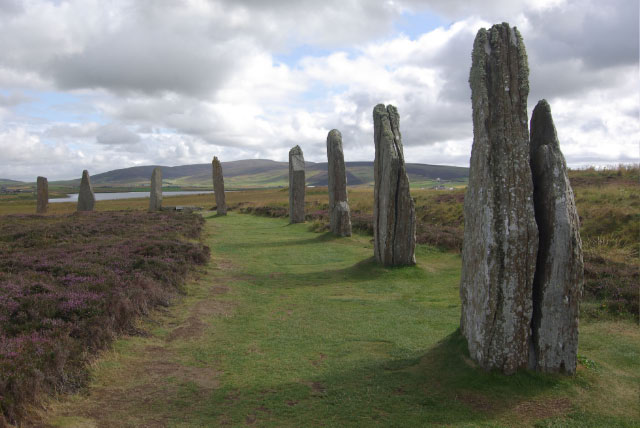
Ring of Brodgar

Ring of Brodgar (także Ring of Brogar) – neolityczny krąg kamienny znajdujący się na wyspach Orkady, w Szkocji. Znajduje się na światowej liście dziedzictwa UNESCO.
Wiek monumentu nie jest dokładnie znany, ponieważ dokładne badania archeologicznie nie były nigdy przeprowadzane. Uważa się, że został on zbudowany między 2500 a 2000 r. p.n.e. 
Średnica kręgu wynosi 104 m, co czyni go jednym z największych kręgów kamiennych w Wielkiej Brytanii. Do dziś zachowało się jedynie 27 spośród 60 kamieni, które tworzyły krąg. Najwyższy spośród nich mierzy 4,7 m, a najniższy 2,1 m. Na wielu kamieniach można dojrzeć inskrypcje wraz z datami, np. z XVII w.